# Eleições estaduais em Santa Catarina em 1962
As eleições estaduais em Santa Catarina em 1962 ocorreram em 7 de outubro como parte das eleições gerais em 22 estados e nos territórios federais do Amapá, Rondônia e Roraima. Foram eleitos os senadores Antônio Carlos Konder Reis e Atílio Fontana, e escolhidos 14 deputados federais e 45 deputados estaduais, na última disputa realizada antes do Regime Militar de 1964.
Descendente de alemães, Konder Reis nasceu em Itajaí. Formado conservador de museus em 1947 num curso ofertado pelo Museu Histórico Nacional e advogado pela Pontifícia Universidade Católica do Rio de Janeiro em 1949. Membro da UDN desde o esgarçamento do Estado Novo, foi eleito deputado estadual em 1947 e embora tenha sido reeleito em 1950, preferiu chefiar a Divisão de Estudos de Economia Florestal do Instituto Nacional do Pinho, tornando-se economista em 1951 por força de lei. Chefe de gabinete do Ministério da Agricultura quando João Cleofas comandou a pasta no segundo governo de Getúlio Vargas, deixou o cargo para dirigir uma usina de açúcar em Itajaí. Eleito deputado federal em 1954, licenciou-se para assumir o cargo de secretário de Fazenda no governo Jorge Lacerda. A seguir foi reeleito deputado federal em 1958 e eleito senador em 1962.
Gaúcho de Santa Maria, o empresário Atílio Fontana fundou a Sadia em 1943. Foi presidente do diretório municipal do PSD em Joaçaba antes de transferir-se para Concórdia, onde foi eleito vereador em 1947, presidindo a Câmara Municipal antes de eleger-se prefeito em 1950. Eleito deputado federal em 1954 e 1958, foi secretário de Agricultura no governo Celso Ramos, conquistando um mandato de senador em 1962.

## Resultado da eleição para senador
Conforme os arquivos do Tribunal Superior Eleitoral, foram apurados 771.983 votos nominais (67,77%), 311.049 votos em branco (29,61%) e 27.566 votos nulos (2,62%), resultando no comparecimento de 1.050.598 eleitores.
| Candidatos a senador da República | Candidatos a suplente de senador | Número | Coligação           | Votação | Percentual |
| --------------------------------- | -------------------------------- | ------ | ------------------- | ------- | ---------- |
| Antônio Carlos Konder Reis UDN    | Celso Branco UDN                 | -      | UDN (sem coligação) | 275.226 | 35,65%     |
| Atílio Fontana PSD                | Renato Silva PSD                 | -      | PSD (sem coligação) | 259.923 | 33,67%     |
| Doutel de Andrade PTB             | Acácio Garibaldi Santiago PTB    | -      | PTB (sem coligação) | 112.737 | 14,60%     |
| Martinho Calado Júnior PDC        | Rufino de Figueiredo PDC         | -      | PDC (sem coligação) | 77.985  | 10,10%     |
| Saulo Ramos PST                   | Gomes de Oliveira PTN            | -      | PST, PTN            | 46.112  | 5,98%      |

## Deputados federais eleitos
São relacionados os candidatos eleitos com informações complementares da Câmara dos Deputados.

Representação eleita
  UDN: 6
  PSD: 6
  PTB: 2

| Deputados federais eleitos  | Partido | Votação | Percentual | Cidade onde nasceu | Unidade federativa |
| Joaquim Ramos               | PSD     | 46.654  |            | Lages              | Santa Catarina     |
| Doutel de Andrade           | PTB     | 37.393  |            | Rio de Janeiro     | Rio de Janeiro     |
| Antônio Gomes de Almeida    | PSD     | 35.594  |            | Campos Novos       | Santa Catarina     |
| Diomício Freitas            | UDN     | 27.512  |            | Orleans            | Santa Catarina     |
| Lenoir Vargas               | PSD     | 25.841  |            | Tupanciretã        | Rio Grande do Sul  |
| Albino Zeni                 | UDN     | 25.255  |            | Piraquara          | Paraná             |
| Orlando Bertoli             | PSD     | 24.033  |            | Rio do Sul         | Santa Catarina     |
| Aroldo Carneiro de Carvalho | UDN     | 23.813  |            | Canoinhas          | Santa Catarina     |
| Pedro Zimmermann            | PSD     | 23.452  |            | Gaspar             | Santa Catarina     |
| Osni de Medeiros Régis      | PSD     | 23.023  |            | Florianópolis      | Santa Catarina     |
| Álvaro Catão                | UDN     | 19.927  |            | Rio de Janeiro     | Rio de Janeiro     |
| Lauro Carneiro de Loyola    | UDN     | 19.640  |            | Paranaguá          | Paraná             |
| Laerte Ramos Vieira         | UDN     | 19.052  |            | Lages              | Santa Catarina     |
| Paulo Macarini              | PTB     | 12.579  |            | Capinzal           | Santa Catarina     |
| Fonte:                      |         |         |            |                    |                    |

## Deputados estaduais eleitos
Deputados eleitos para a Assembleia Legislativa de Santa Catarina. (45 vagas)

Representação eleita
  PSD: 20
  UDN: 14
  PTB: 6
  PDC: 2
  PRP: 2
  PSP: 1

| Deputados estaduais eleitos | Partido | Votação | Percentual | Cidade onde nasceu | Unidade federativa |
| Henrique Ramos              | PSD     | 12.612  |            | Lages              | Santa Catarina     |
| Aldo Pereira de Andrade     | UDN     | 10.389  |            | Lages              | Santa Catarina     |
| Áureo Vidal Ramos           | PSD     | 9.255   |            | Lages              | Santa Catarina     |
| Abel Ávila Santos           | PSD     | 8.397   |            | Tijucas            | Santa Catarina     |
| Afonso Ghizzo               | UDN     | 8.363   |            | Tubarão            | Santa Catarina     |
| Fioravante Massolini        | PSD     | 8.139   |            | Caxias do Sul      | Santa Catarina     |
| Waldemar Salles             | PSD     | 8.043   |            | Tubarão            | Santa Catarina     |
| Pedro Harto Hermes          | UDN     | 7.555   |            | Concórdia          | Santa Catarina     |
| Lecian Slovinski            | PSD     | 7.448   |            | Cocal do Sul       | Santa Catarina     |
| Paulo Preis                 | PSD     | 7.331   |            | Imaruí             | Santa Catarina     |
| Nilo Bianchini              | PSD     | 6.700   |            | Brusque            | Santa Catarina     |
| Mário Olinger               | UDN     | 6.688   |            | Brusque            | Santa Catarina     |
| Walter Zigelli              | UDN     | 6.619   |            | Joaçaba            | Santa Catarina     |
| Rodrigo Lobo                | PTB     | 6.570   |            | Joinville          | Santa Catarina     |
| Ademar Ghisi                | UDN     | 6.521   |            | Braço do Norte     | Santa Catarina     |
| Fernando Viegas             | UDN     | 6.503   |            | Santos             | São Paulo          |
| Ivo Montenegro              | PSD     | 6.393   |            | São José           | Santa Catarina     |
| Ivo Silveira                | PSD     | 6.328   |            | Palhoça            | Santa Catarina     |
| Epitácio Bittencourt        | PSD     | 6.300   |            | Imaruí             | Santa Catarina     |
| Nelson Pedrini              | PSD     | 6.225   |            | Joaçaba            | Santa Catarina     |
| Nilton Kucker               | PSD     | 6.210   |            | Itajaí             | Santa Catarina     |
| Edmond Saliba               | PSD     | 6.071   |            | Mafra              | Santa Catarina     |
| Pedro Ceolin                | UDN     | 6.051   |            | Colatina           | Espírito Santo     |
| Gentil Bellani              | UDN     | 5.970   |            | Passo Fundo        | Rio Grande do Sul  |
| Paulo Rocha Faria           | PSD     | 5.947   |            | Curitiba           | Paraná             |
| João Bertoli                | PSD     | 5.923   |            | Rodeio             | Santa Catarina     |
| Dib Cherem                  | PSD     | 5.835   |            | Tijucas            | Santa Catarina     |
| Augusto Bresola             | PSD     | 5.811   |            | Taquara            | Rio Grande do Sul  |
| Lauro Locks                 | PSD     | 5.683   |            | Braço do Norte     | Santa Catarina     |
| Ladir Cherubini             | UDN     | 5.621   |            | Lages              | Santa Catarina     |
| Celso Ivan da Costa         | UDN     | 5.580   |            | Curitibanos        | Santa Catarina     |
| Rui Hülse                   | UDN     | 5.541   |            | Criciúma           | Santa Catarina     |
| Evilásio Caon               | PTB     | 5.489   |            | Vacaria            | Rio Grande do Sul  |
| Udo Altenburg               | UDN     | 5.446   |            | Rio do Sul         | Santa Catarina     |
| Walter Vicente Gomes        | PSD     | 5.425   |            | São João Batista   | Santa Catarina     |
| Reneau Cubas                | UDN     | 4.885   |            | Curitiba           | Paraná             |
| Francisco Dall'Igna         | PTB     | 4.643   |            | Porto Alegre       | Rio Grande do Sul  |
| Genir Destri                | PTB     | 4.367   |            | Joaçaba            | Santa Catarina     |
| Luís Bianchi                | PDC     | 4.307   |            | Curitibanos        | Santa Catarina     |
| Antônio Pichetti            | PRP     | 4.260   |            | Concórdia          | Santa Catarina     |
| Walmor de Oliveira          | PTB     | 4.241   |            | Laguna             | Santa Catarina     |
| Haroldo Ferreira            | PTB     | 4.213   |            | Foz do Iguaçu      | Paraná             |
| Mário Tavares Melo          | PDC     | 4.149   |            | Joinville          | Santa Catarina     |
| Livadário Nóbrega           | PRP     | 3.641   |            | São Bento do Sul   | Santa Catarina     |
| Paulo Stuart Wright         | PSP     | 2.144   |            | Joaçaba            | Santa Catarina     |
| Fonte:                      |         |         |            |                    |                    |